# شهرستان گئورگی دامیانوو
شهرستان گئورگی دامیانوو (به بلغاری: Georgi Damyanovo Municipality) یک شهرستان در بلغارستان است که در استان مونتانا واقع شده‌است. شهرستان گئورگی دامیانوو ۲۹۸ کیلومتر مربع مساحت و ۲٬۷۳۹ نفر جمعیت دارد.